# ۱۰ تیر
۱۰ تیر صد و سومین روز از سال در گاه‌شماری خورشیدی است. به پایان سال ۲۶۲ روز (۲۶۳ روز در سال کبیسه) مانده‌است.

## رویدادها
- ۱۳۵۹ - تغییر نام شیر و خورشید سرخ به هلال احمر پس از انقلاب اسلامی در ایران[۱]
- ۱۳۶۵ - بازپس‌گیری شهر مهران توسط نیروهای ایرانی در جنگ ایران و عراق
- ۱۳۸۷ - ریزش ساختمان در خیابان سعادت‌آباد تهران
- ۱۳۹۹ - انفجار در خیابان شریعتی تهران

## زادروزها
- ۱۳۰۸ - شمس آل احمد، نویسنده و محقق
- ۱۳۰۸ - محمد قهرمان، شاعر و پژوهشگر ادبی
- ۱۳۱۰ - محمد یزدی، مجتهد، فقیه شیعه و سیاستمدار
- ۱۳۱۹ - فریبرز اسماعیلی، بازیکن فوتبال
- ۱۳۲۴ - هرمز هدایت، بازیگر، نویسنده و کارگردان
- ۱۳۳۳ - حسین نوری، نقاش، نویسنده و کارگردان تئاتر و سینما
- ۱۳۳۸ - فرهاد کاظمی، بازیکن سابق و سرمربی فوتبال
- ۱۳۴۸ - سید مهرداد ضیایی، بازیگر سینما و تلویزیون
- ۱۳۵۰ - رضا شفیعی جم، کمدین و بازیگر
- ۱۳۵۷ - محمد نادری، بازیگر، فیلمنامه‌نویس و صداپیشه
- ۱۳۵۹ - مهدی پاکدل - بازیگر سینما، تئاتر و تلویزیون
- ۱۳۶۷ - سجاد مردانی، تکواندوکار
- ۱۳۷۵ - فاطیما بهارمست، بازیگر و مجری

## درگذشت‌ها
- ۱۱۷۰ - محمدباقر وحید بهبهانی، فقیه و مجتهد شیعه
- ۱۳۷۶ - محمدعلی مجتهدی گیلانی، استاد دانشگاه
- ۱۳۷۹ - لایق شیرعلی، شاعر
- ۱۳۸۲ - حسین فکری، بازیکن و مربی فوتبال
- ۱۳۹۱ - حمید حمزه، بازیگر

## مناسبت‌ها
- روز بزرگداشت صائب تبریزی
- روز صنعت و معدن در ایران